# Gran Premi de Mònaco del 1993

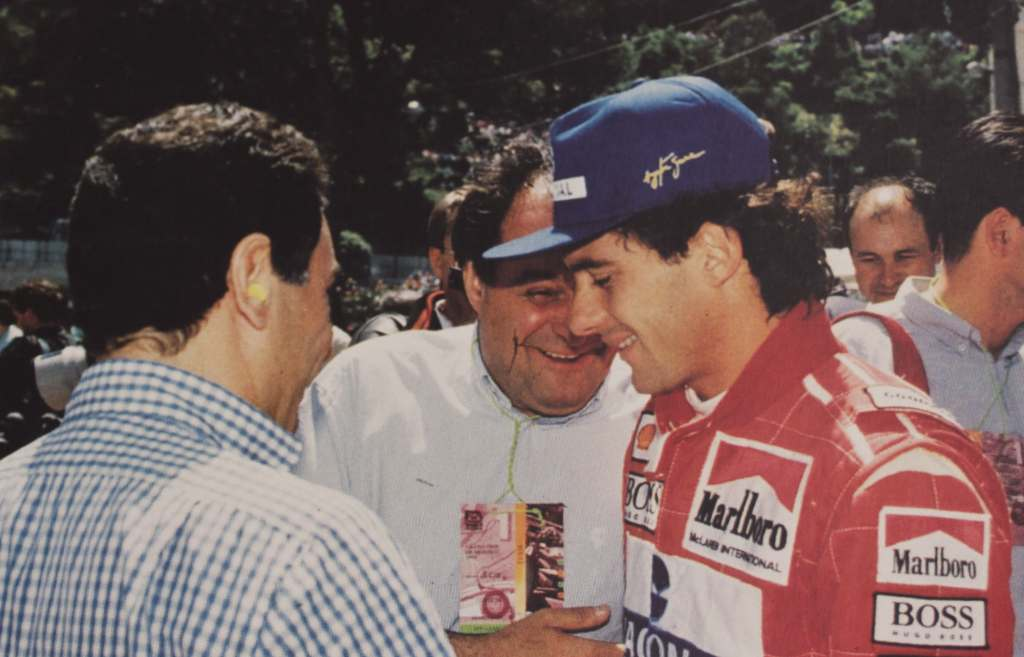
Tullio Abbate i Ayrton Senna durant el Gran Premi de Mònaco l'any 1993.

Resultats del Gran Premi de Mònaco de Fórmula 1 de la temporada 1993, disputat al circuit urbà de Montecarlo el 23 de maig del 1993.

## Resultats de la cursa
| Pos | No | Pilot                | Equip                    | Voltes | Temps/ Retir.    | Pos. de sort. | Punts |
| --- | -- | -------------------- | ------------------------ | ------ | ---------------- | ------------- | ----- |
| 1   | 8  | Ayrton Senna         | McLaren - Ford           | 78     | 1h 52' 11. 0     | 3             | 10    |
| 2   | 0  | Damon Hill           | Williams - Renault       | 78     | + 52.118 s       | 4             | 6     |
| 3   | 27 | Jean Alesi           | Ferrari                  | 78     | + 1' 03.362 min. | 5             | 4     |
| 4   | 2  | Alain Prost          | Williams - Renault       | 77     | + 1 Volta        | 1             | 3     |
| 5   | 23 | Christian Fittipaldi | Minardi - Ford           | 76     | + 2 Voltes       | 17            | 2     |
| 6   | 25 | Martin Brundle       | Ligier - Renault         | 76     | + 2 Voltes       | 13            | 1     |
| 7   | 11 | Alessandro Zanardi   | Lotus - Ford             | 76     | + 2 Voltes       | 20            |       |
| 8   | 7  | Michael Andretti     | McLaren - Ford           | 76     | + 2 Voltes       | 9             |       |
| 9   | 14 | Rubens Barrichello   | Jordan - Hart            | 76     | + 2 Voltes       | 16            |       |
| 10  | 4  | Andrea de Cesaris    | Tyrrell - Yamaha         | 76     | + 2 Voltes       | 19            |       |
| 11  | 24 | Fabrizio Barbazza    | Minardi - Ford           | 75     | + 3 Voltes       | 25            |       |
| 12  | 19 | Philippe Alliot      | Larrousse - Lamborghini  | 75     | + 3 Voltes       | 15            |       |
| 13  | 29 | Karl Wendlinger      | Sauber - Ilmor           | 74     | + 4 Voltes       | 8             |       |
| 14  | 28 | Gerhard Berger       | Ferrari                  | 70     | Accident         | 7             |       |
| Ret | 12 | Johnny Herbert       | Lotus - Ford             | 61     | Caixa canvi      | 14            |       |
| Ret | 6  | Riccardo Patrese     | Benetton - Ford          | 53     | Motor            | 6             |       |
| Ret | 20 | Érik Comas           | Larrousse - Lamborghini  | 51     | Motor            | 10            |       |
| Ret | 10 | Aguri Suzuki         | Footwork - Mugen - Honda | 46     | Virolla          | 18            |       |
| Ret | 9  | Derek Warwick        | Footwork - Mugen - Honda | 43     | Accelerador      | 12            |       |
| Ret | 5  | Michael Schumacher   | Benetton - Ford          | 32     | Hidràulics       | 2             |       |
| Ret | 3  | Ukyo Katayama        | Tyrrell - Yamaha         | 31     | Motor            | 22            |       |
| Ret | 21 | Michele Alboreto     | Lola - Ferrari           | 28     | Caixa canvi      | 24            |       |
| Ret | 30 | JJ Lehto             | Sauber - Ilmor           | 23     | Accident         | 11            |       |
| Ret | 15 | Thierry Boutsen      | Jordan - Hart            | 12     | Suspensions      | 23            |       |
| Ret | 26 | Mark Blundell        | Ligier - Renault         | 3      | Virolla          | 21            |       |
| NVQ | 22 | Luca Badoer          | Lola - Ferrari           |        |                  |               |       |

## Altres
- Pole: Alain Prost 1' 20. 557
- Volta ràpida: Alain Prost 1' 23. 604 (a la volta 74)